# Otto I. von Rohr

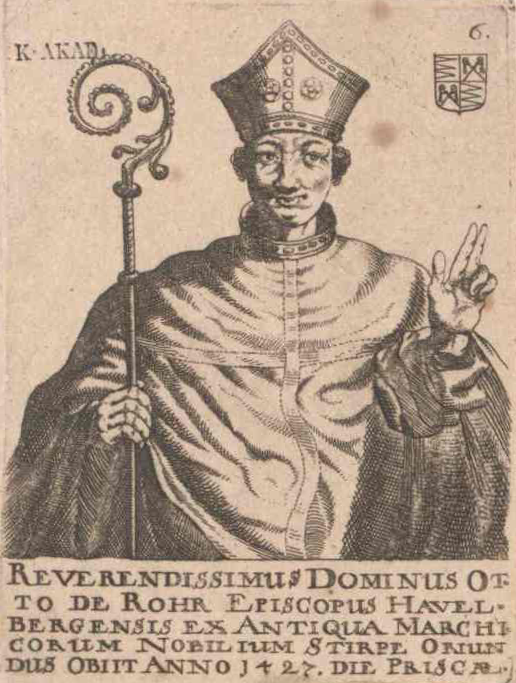
Otto von Rohr, in Martin Friedrich Seidels Bildersammlung

Otto von Rohr (* um 1350, † 18. Januar 1427) war Bischof von Havelberg von 1401 bis 1427.

## Leben
Otto ist das älteste heute bekannte Mitglied der Adelsfamilie von Rohr. Von 1382 ist seine älteste Erwähnung als Domherr und Offizial des Domstifts Havelberg erhalten. Nach 1391 war er Dompropst und wurde 1401 zum Bischof von Havelberg gewählt. Der brandenburgische Kurfürst Jobst setzte sich beim Papst schriftlich für die Bestätigung dieser Wahl ein.
Bischof Otto I. unterstützte offenbar später auch den ersten hohenzollernschen Kurfürsten Friedrich I. in dessen Auseinandersetzungen in der Mark Brandenburg. Er weihte den Hochaltar im Havelberger Dom. 
Eine Grabplatte von Bischof Otto  befindet sich im Dom.